# کنفرانس دائمی احزاب سیاسی آمریکای لاتین و کارائیب
کنفرانس دائمی احزاب سیاسی آمریکای لاتین و کارائیب (فرانسوی: Conférence permanente des partis politiques d'Amérique latine et des Caraïbes‎)یک سازمان بین المللی از احزاب سیاسی در آمریکای لاتین و کارائیب است. این سازمان به ابتکار حزب انقلابی نهادی در ۱۲ اکتبر ۱۹۷۹ در اوآخاکا، مکزیک ایجاد شد و احزاب سیاسی چپ‌گرا، لیبرال، سوسیال دمکرات، دموکرات مسیحی و دیگر حزب‌های چپ را گرد هم می‌آورد. اولین رئیس  آن (۱۹۷۹-۱۹۸۱) گوستاوو کارواخال مورنو از مکزیک (PRI) بود. رئیس  فعلی آن، سیاستمدار مکزیکی آلخاندرو مورنو کاردناس (PRI) است.
کوپال(COPPPAL) طی کنفرانسی در ۱۲ اکتبر ۱۹۷۹ در اواکساکا، مکزیک، به ابتکار حزب حاکم در مکزیک در آن زمان، حزب انقلابی  (PRI) تأسیس شد. این سازمان غیردولتی چندجانبه توسط منشور خود را به عنوان "مجموعه احزاب ملی گرا که حاکمیت را در اولویت قرار می دهند و در عین حال نظم بین المللی عادلانه تر و برابرتر را پیش می برند" تعریف می کند.